# Terrence Loves You
Terrence Loves You è un singolo promozionale della cantautrice americana Lana Del Rey, estratto dal quarto album in studio Honeymoon e pubblicato il 21 agosto 2015.

## Antefatti e divulgazione
La canzone è stata diffusa attraverso la "Honeymoon Hotline" di Lana Del Rey, una segreteria telefonica organizzata perché i fan potessero ricevere notizie riguardanti l'album direttamente dalla cantautrice stessa, ma anche aver accesso a contenuti di interesse personale della cantante, come letture e poesie.  Il 21 agosto 2015 l'audio ufficiale è stato caricato sul canale Vevo dell'artista. Lo stesso giorno, Terrence Loves You è stato disposto al download digitale.
Scritta dalla Del Rey e da Rick Nowels, è stata prodotta da quest'ultimo. La cantante stessa l'ha definita come la sua preferita dell'album, poiché secondo lei avrebbe un sound molto jazz.

## Composizione
Terrence Loves You è una ballata lounge che è stata descritta come "ipnotica", con la Del Rey che canta sul pianoforte, gli archi ed un sassofono "ansimante". La canzone contiene anche un riferimento a Space Oddity del cantautore inglese David Bowie del suo omonimo second studio album.
La canzone inizia con note di chitarra isolate e pizzicate prima che appaiano
degli accordi di pianoforte, seguite da violini. Il ritornello si espande in uno stile lirico; il testo parla della forza a dispetto dell'abbandono da parte della persona amata. Durante il ritornello, si sentono brevi sessioni si sassofono, nel bridge riferimenti a David Bowie: “Ground control to Major Tom/ Can you hear me all night long?”.

## Accoglienza
Rolling Stone ha definito il brano "ipnotico" ed ha elogiato la prestazione vocale della cantante.

## Classifiche
| Classifica (2015) | Posizione massima |
| ----------------- | ----------------- |
| Francia           | 128               |
| Regno Unito       | 188               |